# Frank W. Benson
Ne doit pas être confondu avec Frank Weston Benson, artiste américain.
Frank Williamson Benson, né le 20 mars 1858 et mort le 14 avril 1911, est un homme politique républicain américain. Il est le 12e gouverneur de l'Oregon entre 1909 et 1910.